# 姫島 (大阪市)
姫島（ひめじま）は、大阪府大阪市西淀川区にある町名。現行行政地名は姫島一丁目から姫島六丁目。

## 地理
西淀川区の南部に位置し、東に姫里、南西に大野、西に福町、北に大和田と接している。

### 河川
- 淀川

## 世帯数と人口
2019年（平成31年）3月31日現在の世帯数と人口は以下の通りである。
| 丁目       | 世帯数    | 人口     |
| ---------- | --------- | -------- |
| 姫島一丁目 | 1,218世帯 | 2,206人  |
| 姫島二丁目 | 1,027世帯 | 2,129人  |
| 姫島三丁目 | 1,134世帯 | 2,541人  |
| 姫島四丁目 | 1,053世帯 | 1,870人  |
| 姫島五丁目 | 1,004世帯 | 1,682人  |
| 姫島六丁目 | 617世帯   | 1,285人  |
| 計         | 6,053世帯 | 11,713人 |

### 人口の変遷
国勢調査による人口の推移。
| 1995年（平成7年）  | 11,889人 | [ 6 ]  |  |
| 2000年（平成12年） | 12,101人 | [ 7 ]  |  |
| 2005年（平成17年） | 12,022人 | [ 8 ]  |  |
| 2010年（平成22年） | 11,922人 | [ 9 ]  |  |
| 2015年（平成27年） | 11,429人 | [ 10 ] |  |

### 世帯数の変遷
国勢調査による世帯数の推移。
| 1995年（平成7年）  | 4,649世帯 | [ 6 ]  |  |
| 2000年（平成12年） | 4,998世帯 | [ 7 ]  |  |
| 2005年（平成17年） | 4,950世帯 | [ 8 ]  |  |
| 2010年（平成22年） | 5,198世帯 | [ 9 ]  |  |
| 2015年（平成27年） | 5,081世帯 | [ 10 ] |  |

## 事業所
2016年（平成28年）現在の経済センサス調査による事業所数と従業員数は以下の通りである。
| 丁目       | 事業所数  | 従業員数 |
| ---------- | --------- | -------- |
| 姫島一丁目 | 58事業所  | 298人    |
| 姫島二丁目 | 73事業所  | 684人    |
| 姫島三丁目 | 58事業所  | 796人    |
| 姫島四丁目 | 60事業所  | 391人    |
| 姫島五丁目 | 108事業所 | 668人    |
| 姫島六丁目 | 76事業所  | 590人    |
| 計         | 433事業所 | 3,427人  |

## 交通
- 阪神高速3号神戸線
  - 姫島出入口
- 姫島通

なお、阪神本線姫島駅は姫里に所在する。

## 施設
- 大阪市立西淀中学校
- 大阪市立姫島小学校
- 大阪市立姫島幼稚園
- 大阪姫島郵便局
- 大阪シティ信用金庫 姫島支店
- 姫嶋神社
- 遍満寺

## その他

### 日本郵便
- 〒555-0033[3]（集配局：西淀川郵便局[12]）